# Synagoge (Kępno)
Koordinaten: 51° 16′ 48,3″ N, 17° 59′ 22,1″ O

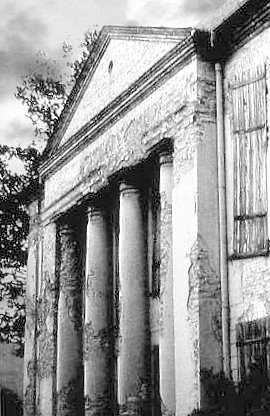
Portal der Synagoge

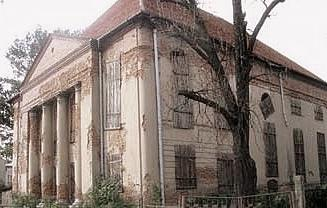
Synagoge in Kepno

Die Synagoge Kępno ist eine ehemalige Synagoge in Kępno (deutsch Kempen) in Polen.

## Beschreibung
Die Synagoge wurde in den Jahren 1815/16 an der Stelle eines 1681 erbauten Vorgängerbaus nach Plänen der Gebrüder Friedrich und Karl Scheffler im klassizistischen Stil errichtet und befindet sich an der ulica Łazienna bzw. Łazienkowa (Badegasse) Nr. 6. In den Jahren 1893 und 1924 erfolgte eine Restaurierung. Im Zweiten Weltkrieg wurde die Synagoge von den deutschen Besatzern völlig verwüstet. Nach dem Krieg wurde sie jahrelang nicht genutzt und verfiel. 1973 wurde sie durch einen Brand zerstört. 1987–1991 wurde die Synagoge renoviert, um ein Museum einzurichten, was jedoch nicht erfolgreich war. Später wurde die Synagoge der Jüdischen Kultusgemeinde in Breslau übergeben.